# Вероніка Джонс
Вероніка Джонс (англ. Veronica V. Jones) — комерційна цифрова ілюстраторка, що спеціалізується на жанрах фентезі та наукової фантастики. Вона почала свою професійну ілюстраційну кар'єру в 1997 році, і з тих пір працювала над різноманітними публікаціями про рольові ігри, колекційні карткові ігри та фантастичну літературу.

## Опубліковані твори
- Обкладинки книг, Spycraft 1.0 / Shadowforce Archer RPG
- Карткові ілюстрації, Легенда про п'ять кілець CCG
- Карткові ілюстрації, Гра престолів CCG
- Ілюстрації інтер'єру, маленькі страхи
- Обкладинка та інтер'єрні ілюстрації, Little Fears Nightmare Edition